# Johannes Törning
Johannes Törning, död 20 maj 1695, var en svensk präst.

## Biografi
Johannes Törning föddes var son till kyrkoherden Johannes Johannis i Törnsfalls församling. Han blev 1649 student vid Kungliga Akademien i Åbo och avlade magisterexamen där. Törning blev 1658 rektor vid Västerviks trivialskola och prästvigdes 10 april 1663. Han blev 1668 kyrkoherde i Hults församling och 1694 kyrkoherde i Västerviks församling. Han avled 1695.

### Familj
Törning gifte sig på 1660-talet i Lofta församling med Christina Loftander (1641–1701), dotter till kyrkoherden Andreas Johannis. De fick tillsammans barnen Johanna Törning (1664–1727) som var gift med handlanden Johan Hansson Ståhl i Eksjö, Emerentia Törning (född 1665), Anna Törning (född 1667), Maria Törning som var gift med kyrkoherden Zacharias Ståhl i Lommaryds församling, Catharina Törning som var gift med kyrkoherden Johannes Styrenius i Flisby församling och Emerentia Törning som var gift med kyrkoherden Elisæus Hwal i Hults församling, Margaretha Törning (född 1673), stadskirurgen Johannes Christian Törning (1674–1736) i Stockholm, Elisabeth Törning som var gift med kyrkoherden Hanberg i Misterhults församling, grosshandlaren Anders Törning (född 1677) i Göteborg och Henrik Törning (född 1679).